# Right Now
Singles de Rihanna
Loveeeeeee Song
(2013) What Now
(2013)
Singles par David Guetta
Play Hard
(2013) Ain't a Party
(2013)
Right Now est une chanson de Rihanna en collaboration avec David Guetta. La chanson est sortie en tant que 4e single de l'album Unapologetic, le 27 mai 2013. Elle est sortie sous le label Def Jam Recordings et a été produite par David Guetta, StarGate, Nicky Romero et Tuinfort.

## Crédits et personnel
Enregistrement
- Enregistré aux studios Metropolis, Londres, Royaume-Uni; R Studios, Los Angeles, Californie.
- Mixé aux studios White Villa, Ede, Pays-Bas; Studios Larrabbee, Burbank, Californie.

Personnel
- Chanteuse;– Rihanna
- Artiste invité;– David Guetta
- Écriture;– Terius Nash, Robyn Fenty, David Guetta, Mikkel S. Eriksen, Tor Erik Hermansen, Shaffer Smith, Giorgio Tuinfort, Nick Rotteveel
- Production – David Guetta, StarGate, Nicky Romero, Giorgio Tuinfort
- Ingénieur du son;– Paul Norris, Aamir Yaqub

- Assistant vocal engineer – Xavier Stephenson
- Vocal production – Kuk Harrell
- Vocal recording – Kuk Harrell, Marcos Tovar
- Mixage audio;– Nicky Romero, Manny Marroquin
- Composition;– David Guetta, StarGate, Nicky Romero, Giorgio Tuinfort

## Classement hebdomadaire
| Classement (2012)                             | Meilleure position |
| --------------------------------------------- | ------------------ |
| Allemagne (Media Control Charts)              | 46                 |
| Australie (ARIA)                              | 39                 |
| Autriche (Austrian Singles Chart)             | 41                 |
| Belgique (Flandre Ultratop 50 Singles)        | 46                 |
| Belgique (Wallonie Ultratop 50 Singles)       | 37                 |
| Canada (Hot 100)                              | 32                 |
| Costa Rica (top 40 airplay)                   | 5                  |
| Danemark (Tracklisten)                        | 36                 |
| Écosse (Official Charts Company)              | 25                 |
| États-Unis (Dance Club Songs)                 | 1                  |
| France (SNEP)                                 | 31                 |
| Japon (Billboard Japan Hot 100)               | 25                 |
| Irlande (IRMA)                                | 77                 |
| Pays-Bas (Single Top 100)                     | 54                 |
| Pologne (Dance Top 50)                        | 23                 |
| Royaume-Uni Dance (Official Charts Company)   | 7                  |
| Royaume-Uni Singles (Official Charts Company) | 36                 |
| Slovaquie (IFPI Rádio)                        | 34                 |
| Suède (Sverigetopplistan)                     | 25                 |
| Suisse (Schweizer Hitparade)                  | 32                 |

### Certifications
| Pays      | Organisme | Certification | Vente  |
| --------- | --------- | ------------- | ------ |
| Australie | ARIA      | Or            | 35 000 |
| Suède     | GLF       | Platine       | 40 000 |